# Không gian hàng và cột

Các vectơ hàng của một ma trận. Không gian hàng của ma trận này là không gian vectơ tạo bởi các tổ hợp tuyến tính của các vectơ hàng.

Các vectơ cột của một ma trận. Không gian cột của ma trận này là không gian vectơ tạo bởi các tổ hợp tuyến tính của các vectơ cột.

Trong đại số tuyến tính, không gian cột (còn được gọi là miền giá trị hay ảnh) của một ma trận A là span (tập hợp tất cả các tổ hợp tuyến tính) của các vectơ cột của nó. Không gian cột của một ma trận là ảnh hay   miền giá trị của ma trận biến đổi tuyến tính tương ứng.
Cho {\displaystyle \mathbb {F} } là một trường. Không gian cột của một ma trận m × n với các phần tử trong {\displaystyle \mathbb {F} } là không gian con của không gian m chiều {\displaystyle \mathbb {F} ^{m}}. Số chiều của không gian cột được gọi là hạng của ma trận và không vượt quá min(m, n). Có thể mở rộng định nghĩa này cho ma trận cho các ma trận trên một vành {\displaystyle \mathbb {K} }.
Không gian hàng được định nghĩa tương tự.
Không gian hàng và không gian cột của một ma trận A đôi khi cũng được ký hiệu tương ứng là C(AT) và C(A).
Bài này chỉ xét các ma trận trên trường số thực. Các không gian hàng và cột là không gian con của các không gian thực tương ứng {\displaystyle \mathbb {R} ^{n}}và {\displaystyle \mathbb {R} ^{m}}

## Tổng quan
Cho A là ma trận m × n. Ta có
1. rank(A) = dim(rowsp(A)) = dim(colsp(A)),[4]
2. rank(A) = số phần tử chính trong các dạng bậc thang của A,
3. rank(A) = số cột hoặc hàng độc lập tuyến tính tối đa của A.[5]

Nếu ta coi ma trận là một biến đổi tuyến tính từ {\displaystyle \mathbb {R} ^{n}} vào {\displaystyle \mathbb {R} ^{m}}, thì không gian cột của ma trận chính là ảnh của biến đổi tuyến tính đó.
Không gian cột colsp(A) = span({a1, …, an}) của một ma trận A là tập hợp tất cả tổ hợp tuyến tính của các vectơ cột a1 ⋯ an trong A.  Nếu A = [a1 ⋯ an], thì colsp(A) = span({a1, …, an}). Tương tự, ta có không gian hàng là rowsp(A) = span({r1, …, rn}), với r1 ⋯ rn là các vectơ hàng.
Khái niệm không gian hàng có thể được mở rộng cho các ma trận trên trường số phức {\displaystyle \mathbb {C} }, hay trên một trường bất kỳ.
Một cách trực quan, cho một ma trận A, kết quả của ma trận A tác động lên một vectơ x là một tổ hợp tuyến tính của các cột trong A với các hệ số là các thành phần tọa độ trong x. Một cách hiểu khác là ma trận đó sẽ (1) đầu tiên chiếu vectơ x lên không gian hàng của A, (2) thực hiện một biến đổi khả nghịch và cuối cùng, (3) đặt vectơ kết quả y vào không gian hàng của của A. Vì vậy vectơ kết quả (tích) y = Ax phải nằm trong không gian cột của A. Xem thêm về điều này trong phân tích giá trị suy biến.

### Ví dụ
Cho một ma trận J:
{\displaystyle J={\begin{bmatrix}2&4&1&3&2\\-1&-2&1&0&5\\1&6&2&2&2\\3&6&2&5&1\end{bmatrix}}}
các vectơ hàng là {\displaystyle \mathbf {r} _{1}={\begin{bmatrix}2&4&1&3&2\end{bmatrix}}}, {\displaystyle \mathbf {r} _{2}={\begin{bmatrix}-1&-2&1&0&5\end{bmatrix}}}, {\displaystyle \mathbf {r} _{3}={\begin{bmatrix}1&6&2&2&2\end{bmatrix}}}, {\displaystyle \mathbf {r} _{4}={\begin{bmatrix}3&6&2&5&1\end{bmatrix}}}. Vì vậy, không gian hàng của J là không gian con của {\displaystyle \mathbb {R} ^{5}} sinh bởi { r1, r2, r3, r4 }. Vì bốn không gian hàng này là độc lập tuyến tính, không gian hàng là một không gian 4 chiều. Hơn nữa, trong trường hợp này ta có thể thấy tất cả các vectơ trên đều trực giao với vectơ n = [6, −1, 4, −4, 0], vì vậy có thể suy ra không gian hàng chứa tất cả các vectơ của {\displaystyle \mathbb {R} ^{5}} trực giao với n.

## Không gian cột

### Định nghĩa
Cho K là một trường vô hướng và A là một ma trận m × n, với các vectơ cột v1, v2, …, vn.  Một tổ hợp tuyến tính của các vectơ trên là bất kỳ vectơ có dạng
{\displaystyle c_{1}\mathbf {v} _{1}+c_{2}\mathbf {v} _{2}+\cdots +c_{n}\mathbf {v} _{n},}
trong đó c1, c2, …, cn là các vô hướng. Tập hợp tất cả các tổ hợp tuyến tính của v1, …, vn gọi là không gian cột của A. Tức là không gian cột của A là span của các vectơ v1, …, vn.
Một tổ hợp tuyến tính bất kỳ của các vectơ cột của ma trận A có thể được viết dưới dạng tích của A với một vectơ cột như sau:
{\displaystyle {\begin{array}{rcl}A{\begin{bmatrix}c_{1}\\\vdots \\c_{n}\end{bmatrix}}&=&{\begin{bmatrix}a_{11}&\cdots &a_{1n}\\\vdots &\ddots &\vdots \\a_{m1}&\cdots &a_{mn}\end{bmatrix}}{\begin{bmatrix}c_{1}\\\vdots \\c_{n}\end{bmatrix}}={\begin{bmatrix}c_{1}a_{11}+\cdots +c_{n}a_{1n}\\\vdots \\c_{1}a_{m1}+\cdots +c_{n}a_{mn}\end{bmatrix}}=c_{1}{\begin{bmatrix}a_{11}\\\vdots \\a_{m1}\end{bmatrix}}+\cdots +c_{n}{\begin{bmatrix}a_{1n}\\\vdots \\a_{mn}\end{bmatrix}}\\&=&c_{1}\mathbf {v} _{1}+\cdots +c_{n}\mathbf {v} _{n}\end{array}}}
Do đó, không gian cột của A gồm tất cả các tích Ax có thể có, với x ∈ Cn.  Điều này tương đương với ảnh (hay miền giá trị) của biến đổi tuyến tính tương ứng với ma trận.
Ví dụ
Nếu {\displaystyle A={\begin{bmatrix}1&0\\0&1\\2&0\end{bmatrix}}} thì các vectơ cột là v1 = [1, 0, 2]T và v2 = [0, 1, 0]T.
Một tổ hợp tuyến tính của v1 và v2 là bất kỳ vectơ có dạng
{\displaystyle c_{1}{\begin{bmatrix}1\\0\\2\end{bmatrix}}+c_{2}{\begin{bmatrix}0\\1\\0\end{bmatrix}}={\begin{bmatrix}c_{1}\\c_{2}\\2c_{1}\end{bmatrix}}\,}
Tập hợp tất cả các vectơ có dạng trên là không gian cột của A. Trong trường hợp này, không gian cột chính là tập hợp các vectơ (x, y, z) ∈ R3 thỏa mãn phương trình z = 2x (sử dụng hệ tọa độ Descartes, có thể thấy tập hợp này là một mặt phẳng đi qua gốc tọa độ trong không gian ba chiều).

### Cơ sở
Các cột của A sinh không gian cột, nhưng chúng có thể không tạo thành cơ sở nếu các vectơ cột không độc lập tuyến tính. Tuy vậy, các phép biến đổi hàng sơ cấp không ảnh hưởng đến quan hệ phụ thuộc giữa các vectơ cột. Vì thế ta có thể đơn giản hóa hàng để tìm cơ sở cho không gian cột.
Ví dụ, xét ma trận sau
{\displaystyle A={\begin{bmatrix}1&3&1&4\\2&7&3&9\\1&5&3&1\\1&2&0&8\end{bmatrix}}.}
Các cột của ma trận này span không gian cột, nhưng chúng có thể không độc lập tuyến tính, khi đó một tập hợp con gồm một số trong chúng sẽ lập thành một cơ sở. Để tìm cơ sở, ta đơn giản ma trận A về dạng hàng bậc thang rút gọn:
{\displaystyle {\begin{bmatrix}1&3&1&4\\2&7&3&9\\1&5&3&1\\1&2&0&8\end{bmatrix}}\sim {\begin{bmatrix}1&3&1&4\\0&1&1&1\\0&2&2&-3\\0&-1&-1&4\end{bmatrix}}\sim {\begin{bmatrix}1&0&-2&1\\0&1&1&1\\0&0&0&-5\\0&0&0&5\end{bmatrix}}\sim {\begin{bmatrix}1&0&-2&0\\0&1&1&0\\0&0&0&1\\0&0&0&0\end{bmatrix}}.}
Đến đây, có thể thấy rõ ràng là các cột thứ nhất, cột thứ hai và cột thứ tư là độc lập tuyến tính, trong khi cột thứ ba là một tổ hợp tuyến tính của hai cột đầu. (Cụ thể là v3 = −2v1 + v2.) Vì vậy, các cột thứ nhất, thứ hai và thứ tư của ma trận ban đầu là cơ sở của không gian cột:
{\displaystyle {\begin{bmatrix}1\\2\\1\\1\end{bmatrix}},\;\;{\begin{bmatrix}3\\7\\5\\2\end{bmatrix}},\;\;{\begin{bmatrix}4\\9\\1\\8\end{bmatrix}}.}
Chú ý là các cột độc lập tuyến tính trong dạng hàng bậc thang rút gọn chính là các cột với phần tử chính. Vì thế có thể xác định các cột nào là độc lập tuyến tính chỉ bằng cách đưa ma trận về dạng bậc thang.
Thuật toán trên có thể được sử dụng để xét sự độc lập hay phụ thuộc tuyến tính của một tập hợp vectơ bất kỳ và để chọn ra một cơ sở từ một hệ span. Ngoài ra, việc tìm cơ sở cho không gian cột của A tương đương với tìm cơ sở cho không gian hàng của ma trận chuyển vị của nó AT.
Trên thực tế (như đối với các ma trận cỡ lớn), để tìm cơ sở, người ta thường sử dụng phép phân tích giá trị suy biến.

### Số chiều
Số chiều của không gian cột được gọi là hạng (rank) của ma trận. Hạng của ma trận bằng số vị trí chính trong dạng cột bậc thang rút gọn, cũng là số cột độc lập tuyến tính tối đa có thể được chọn ra từ ma trận. Ví dụ, ma trận 4 × 4 ở ví dụ trên có hạng bằng 3.
Vì không gian cột là ảnh của ma trận biến đổi tương ứng nên hạng của của ma trận bằng số chiều của ảnh. Ví dụ, biến đổi {\displaystyle \mathbb {R} ^{4}\to \mathbb {R} ^{4}} biểu diễn bởi ma trận trên ánh xạ toàn bộ không gian {\displaystyle \mathbb {R} ^{4}} vào một không gian con ba chiều.
Số vô hiệu (nullity) của ma trận là số chiều của hạt nhân, và bằng số cột không có phần tử chính trong dạng hàng bậc thang rút gọn. Hạng và số vô hiệu của một ma trận A với n cột được liên hệ bởi phương trình sau:
{\displaystyle \operatorname {rank} (A)+\operatorname {nullity} (A)=n.\,}
Đây là định lý về hạng.

### Liên hệ với hạt nhân trái
Hạt nhân trái của A là tập hợp các vectơ x sao cho xTA = 0T, cũng là hạt nhân của ma trận chuyển vị của A. Tích của ma trận AT và vectơ x có thể được viết dưới dạng tích vô hướng của các vectơ như sau:
{\displaystyle A^{\mathsf {T}}\mathbf {x} ={\begin{bmatrix}\mathbf {v} _{1}\cdot \mathbf {x} \\\mathbf {v} _{2}\cdot \mathbf {x} \\\vdots \\\mathbf {v} _{n}\cdot \mathbf {x} \end{bmatrix}},}
vì các vectơ hàng của AT là chuyển vị của các vectơ cột vk của A. Vì vậy ATx = 0 khi và chỉ khi x trực giao (vuông góc) với mỗi cột trong A.
Từ đó ta có hạt nhân trái (hay hạt nhân của AT) là phần bù trực giao của không gian cột của A.
Các không gian hàng, không gian cột, hạt nhân và hạt nhân trái là các không gian cơ bản của một ma trận.

### Ma trận trên một vành
Tương tự, đối với một ma trận trên một vành K, ta có định nghĩa:
{\displaystyle \sum \limits _{k=1}^{n}\mathbf {v} _{k}c_{k}}
cho bất kỳ các c1, …, cn, ở đây không gian vectơ m chiều được thay bằng "mô đun tự do phải", và đảo thứ tự trong phép nhân với vô hướng của vectơ vk với vô hướng ck (thứ tự là vectơ nhân vô hướng thay vì ngược lại như thường)

## Không gian hàng

### Định nghĩa
Cho K là một trường vô hướng. Cho A là ma trận m × n, với các vectơ hàng r1, r2, …, rm.  Một tổ hợp tuyến tính của các vectơ trên là bất kỳ vectơ có dạng
{\displaystyle c_{1}\mathbf {r} _{1}+c_{2}\mathbf {r} _{2}+\cdots +c_{m}\mathbf {r} _{m},}
trong đó c1, c2, …, cm là các vô hướng. Tập hợp các tổ hợp tuyến tính của r1, …, rm được gọi là không gian hàng của A. Tức là không gian hàng của A là span của các vectơ r1, …, rm.
Ví dụ, xét ma trận
{\displaystyle A={\begin{bmatrix}1&0&2\\0&1&0\end{bmatrix}},}
các vectơ hàng là r1 = [1, 0, 2] và r2 = [0, 1, 0]. Một tổ hợp tuyến tính của r1 và r2 là một vectơ có dạng
{\displaystyle c_{1}{\begin{bmatrix}1&0&2\end{bmatrix}}+c_{2}{\begin{bmatrix}0&1&0\end{bmatrix}}={\begin{bmatrix}c_{1}&c_{2}&2c_{1}\end{bmatrix}}.}
Tập hợp các vectơ như vậy là không gian hàng của A. Trong trường hợp này, không gian hàng chính là tập hợp các vectơ (x, y, z) ∈ K3 thỏa mãn phương trình z = 2x (trong tọa độ Descartes, tập hợp này là một mặt phẳng qua gốc tọa độ trong không gian ba chiều).
Đối với ma trận biểu diễn cho một hệ phương trình tuyến tính, không gian hàng chứa toàn bộ các phương trình tuyến tính có thể được rút ra từ các phương trình trong hệ.
Không gian cột của A là không gian hàng của AT.

### Cơ sở
Các biến đổi hàng sơ cấp không ảnh hưởng tới không gian hàng. Vì thế, có thể thực hiện đơn giản hóa hàng để tìm cơ sở của không gian hàng.
Ví dụ, xét ma trận
{\displaystyle A={\begin{bmatrix}1&3&2\\2&7&4\\1&5&2\end{bmatrix}}.}
Các hàng của ma trận này sinh không gian hàng, nhưng chúng có thể không độc lập tuyến tính, do đó cơ sở có thể không phải là toàn bộ chúng. Để tìm các vectơ hàng nào là cơ sở, ta đơn giản hóa A về dạng hàng bậc thang.
r1, r2, r3 là các vectơ hàng.
{\displaystyle {\begin{aligned}{\begin{bmatrix}1&3&2\\2&7&4\\1&5&2\end{bmatrix}}&\xrightarrow {\mathbf {r} _{2}-2\mathbf {r} _{1}\to \mathbf {r} _{2}} {\begin{bmatrix}1&3&2\\0&1&0\\1&5&2\end{bmatrix}}\xrightarrow {\mathbf {r} _{3}-\,\,\mathbf {r} _{1}\to \mathbf {r} _{3}} {\begin{bmatrix}1&3&2\\0&1&0\\0&2&0\end{bmatrix}}\\&\xrightarrow {\mathbf {r} _{3}-2\mathbf {r} _{2}\to \mathbf {r} _{3}} {\begin{bmatrix}1&3&2\\0&1&0\\0&0&0\end{bmatrix}}\xrightarrow {\mathbf {r} _{1}-3\mathbf {r} _{2}\to \mathbf {r} _{1}} {\begin{bmatrix}1&0&2\\0&1&0\\0&0&0\end{bmatrix}}.\end{aligned}}}
Một khi ma trận được đưa về dạng bậc thang, các hàng khác zero là cơ sở của không gian hàng. Trong trường hợp này, cơ sở là { [1, 3, 2], [2, 7, 4] }. Một cơ sở có thể khác là { [1, 0, 2], [0, 1, 0] }, có được sau khi tiếp tục đơn giản.
Thuật toán này còn thường được sử dụng để tìm một cơ sở cho span của một tập hợp vectơ. Nếu ma trận tiếp tục được đơn giản hơn nữa về dạng hàng bậc thang rút gọn thì cơ sở thu được xác định duy nhất bởi không gian hàng.
Thay vào đó, đôi khi cũng thuận tiện nếu ta tìm cơ sở cho không gian hàng từ các hàng của ma trận ban đầu (ví dụ, kết quả này hữu ích trong một chứng minh đơn giản rằng hạng định thức bằng hạng của một ma trận). Vì các biến đổi trên hàng có thể ảnh hưởng đến sự phụ thuộc tuyến tính giữa các vectơ hàng, một cơ sở như vậy được tính một cách gián tiếp nhờ kết quả không gian cột của AT chính là không gian hàng của A. Trong ví dụ ma trận A ở trên, ta tìm AT và đơn giản nó về dạng hàng bậc thang:
{\displaystyle A^{\mathrm {T} }={\begin{bmatrix}1&2&1\\3&7&5\\2&4&2\end{bmatrix}}\sim {\begin{bmatrix}1&2&1\\0&1&2\\0&0&0\end{bmatrix}}.}
Các vị trí chính cho thấy rằng hai cột đầu tiên của AT tạo thành một cơ sở cho không gian cột của AT. Vì vậy hai cột đầu tiên của A (ban đầu khi chưa thực hiện biến đổi) cũng là một cơ sở cho không gian hàng của A.

### Số chiều
Số chiều của không gian hàng cũng được gọi là hạng của ma trận. Đây cũng bằng số hàng độc lập tuyến tính tối đa có thể được chọn ra từ ma trận, hay một cách tương đương, là số vị trí chính. Chẳng hạn, ma trận 3 × 3 ở ví dụ trên có hạng bằng 2.
Hạng của ma trận cũng là số chiều của không gian cột. Số chiều của hạt nhân của ma trận gọi là số vô hiệu, liên hệ với hạng bởi phương trình sau:
{\displaystyle \operatorname {rank} (A)+\operatorname {nullity} (A)=n,}
trong đó n là số cột của ma trận A.  Phương trình trên được gọi là định lý về hạng.

### Liên hệ với hạt nhân
Hạt nhân của ma trận A là tập hợp các vectơ x sao cho Ax = 0.  Tích của ma trận A với vectơ x có thể được viết dưới dạng tích vô hướng:
{\displaystyle A\mathbf {x} ={\begin{bmatrix}\mathbf {r} _{1}\cdot \mathbf {x} \\\mathbf {r} _{2}\cdot \mathbf {x} \\\vdots \\\mathbf {r} _{m}\cdot \mathbf {x} \end{bmatrix}},}
trong đó r1, …, rm là các vectơ hàng của A. Vì vậy Ax = 0 khi và chỉ khi x trực giao (vuông góc) với từng vectơ hàng trong A.
Từ đây suy ra hạt nhân của A là phần bù trực giao của không gian hàng. Ví dụ, nếu không gian hàng là một mặt phẳng qua gốc tọa độ thì không gian hạt nhân là một đường thẳng qua gốc tọa độ và vuông góc với mặt phẳng trên (trong không gian ba chiều). Điều này gợi ý cho một chứng minh của định lý về hạng (xem trong phần Số chiều ở trên).

### Liên hệ với đối ảnh
Nếu V và W là các không gian vectơ thì hạt nhân của một biến đổi tuyến tính T: V → W là tập hợp các vectơ  v ∈ V sao cho T(v) = 0. Hạt nhân của biến đổi tuyến tính tương tự như không gian hạt nhân của một ma trận.
Nếu V là không gian tích trong thì phần bù trực giao của hạt nhân của biến đổi trên có thể được coi là tổng quát hóa của không gian hàng, và đôi khi còn được gọi là đối ảnh (coimage) của biến đổi T.  Biến đổi T là một đơn ánh trên đối ảnh của nó, và đối ảnh ánh xạ đẳng cấu vào ảnh của T.
Khi V không là không gian tích trong, đối ảnh của T được định nghĩa là không gian thương V / ker(T).